# Michael Sinterniklaas
Michael Tremain Sinterniklaas (Niza, Francia, 13 de agosto de 1972) es un actor, guionista, y director de doblaje francés que ha prestado su voz para varias versiones en inglés de películas y series de televisión de anime japonesas, así como dibujos animados y videojuegos. Ha trabajado para Central Park Media, 4Kids Entertainment, Bandai Entertainment, Media Blasters, Viz Media, Funimation y Tripwire Productions.
Es el fundador y propietario de NYAV Post, un estudio bi-costero ubicado en la ciudad de Nueva York y Los Ángeles, que dobló muchos títulos de anime diferentes y grabó varias obras originales de prejuego.

## Biografía

### Inicios
Sinterniklaas nació en Francia, desde niño vivió en Londres y se mudó a Estados Unidos cuando tenía 10 años de edad. Sinterniklaas se graduó de la Escuela Superior de las Artes Escénicas en la ciudad de Nueva York, y asistió a la universidad de Carolina del Norte, donde él hizo el trabajo, tanto en Southwynde y Costa de Carolina Studios. Él fundó un estudio de grabación llamada NYAV Post, situada en la ciudad de Nueva York y Los Ángeles, que ha doblado a más de 350 títulos de anime diferentes y grabó varias obras prepostura originales.

### Como actor de doblaje
Sus más notables papeles como actor de doblaje son Leonardo de Las Tortugas Ninja, y Dean Venture (y otras partes pequeñas) en la serie animada para adultos Los hermanos Venture transmitida en el bloque de animación para adultos de Cartoon Network, Adult Swim. Mikey Simon en la serie animada de Nickelodeon Kappa Mikey y varios personajes.

### Como director de doblaje
Se le ha notado de que es director de doblaje, para una variedad de series animadas a tales como Berserk, Huntik, Kappa Mikey, Kurokami, Mahō Tsukai Tai!, Mobile Suit Gundam Unicorn, Samurai Deeper Kyo, entre otros.

## Filmografía

### Series Animadas
- Care Bears: Welcome to Care-a-Lot - Funshine Bear, Birthday Bear, Bedtime Bear
- Chaotic - voces adicionales
- Ernest & Celestine[4] - voces adicionales
- Friends of Heartlake City
- Huntik - Peter
- Impy's Island - Professor Horatio Tibberton
- Kappa Mikey - Mikey Simon
- Kirby 3D - Nightmare
- MAD (serie animada) - Leonardo, Steven Spielberg, Aquaman, Ethan Hunt
- Meteoro: la nueva generación - Jared/Jesse
- Robotomy - Weenus, Megawatt
- Supernormal - Eric Normal
- Las Tortugas Ninja (2003) - Leonardo, Parker, Señor Hebi, Graviturtle, Leonardo oscuro, Comadreja
- Los hermanos Venture - Dean Venture, voces adicionales
- Winx Club - Riven

### Acción real
- Answer This! - Umlatt the Flunkie
- Cutey Honey: La Película - Detective Todoroki (voz)
- Flesh for the Beast - Martin Shelley
- Violetta - Braco (voz)
- Zero Woman: The Accused - Mitsuru (voz)

### Documental
- Adventures in Voice Acting - Él mismo[5]